# Departamento Cerrillos
Das Departamento Cerrillos liegt im Zentrum der Provinz Salta im Nordwesten Argentiniens. Es ist eine von 23 Verwaltungseinheiten der Provinz.
Im Norden und Osten grenzt es an das Departamento Capital, im Süden an das Departamento Chicoana und im Westen an das Departamento Rosario de Lerma.
Die Hauptstadt des Departamentos ist das gleichnamige Cerrillos.

## Geografie
Der größte Fluss ist der Río Arias, der das Departamento von Norden nach Süden durchfließt. Seine Zuflüsse sind an der Nordgrenze der Río Ancho und der Río Rosario oder Río Toro an der Südgrenze des Departamentos.

## Klima
Die mittlere Temperatur beträgt 17 °C (Maximum 36°; Minimum −6°). Die relative Luftfeuchtigkeit schwankt zwischen 20 und 80 Prozent. Die jährlichen Niederschläge übersteigen 800 mm.

## Städte und Gemeinden
Das Departamento Cerrillos ist in folgende Gemeinden (Municipios) aufgeteilt:
- Cerrillos (erste Kategorie)
- La Merced (zweite Kategorie)

Weitere Orte im Departamento sind Sumalao und Villa Los Álamos.

## Wirtschaft
Die Landwirtschaft produziert in der Hauptsache Bohnen, Tabak der Sorten Virginia, Burley und Criollo. Außerdem widmet man sich dem Anbau von Pfirsichen, Pflaumen, Äpfeln, sowie Möhren, Mais, Pfefferschoten, Kürbis, Sorghum, Futtergerste, Artischocken, Weizen, Tomaten, Süßkartoffeln und anderen Gemüsesorten.
Die Viehwirtschaft umfasst Rinder, Ziegen und Maultiere.